# Danmarks runeindskrifter 216
DR 216 är en vikingatida runsten av granit med skålgropar i Tirsted, Tirsted socken och Lollands kommun. Stenen är tidigast nämnd 1627 då den stod i kyrkogårdsmuren vid Tirsteds kyrka på Lolland. 1856 flyttades den i Nationalmuseet i Köpenhamn.

## Inskriften
Translitterering av runraden:
§A osraþr auk hiltu(-)-ʀ ¶ raisþu stain þansi ¶ aft froþa fronti sin ¶ sin ian han uas þo foink ¶ uaiʀa 
§B ian han uarþ tauþr o suo¶þiauþu auk uas furs ¶ i frikis ioþi þo aliʀ uikikaʀ
Normalisering till rundanska:
§A Asraþr ok Hildu[ng]ʀ/Hildv[ig]ʀ/Hildu[lf]ʀ resþu sten þænsi æft Fraþa/Fræþa, frænda sin sin, æn han was þa fækn(?) wæʀa, 
§B æn han warþ døþr a Sweþiuþu ok was fyrst(?) i(?) Friggis(?) liði(?) þa alliʀ wikingaʀ.
Översättning till nusvenska:
Asråd och Hildung (el. Hildvig/Hildulf) reste denna sten efter Frode, deras frände och han var Ingvars kamrat och han dog i Svitjod (*Sverige) och var den främste bland Frögers män av alla vikingar.

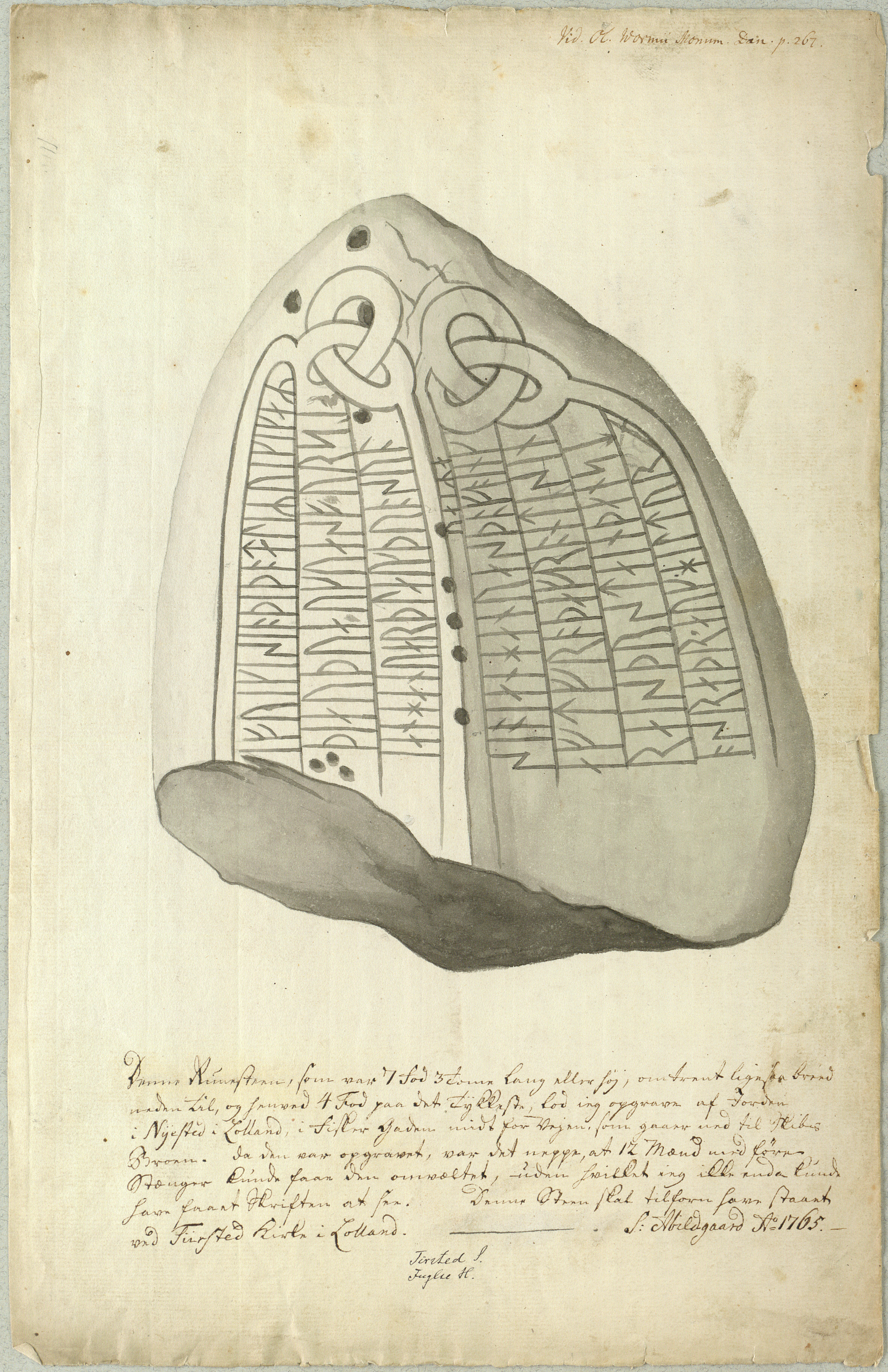

Sjötåg under Frögers ledning nämndes på runstenar Gs 13, U 611 och U 698. Kopplingar till Ingvar, Fröger och Åsmund, som ristade Gs 13 tillsammans med Gs 11 ’då satt Emund’ daterar stenen till 1040–1060. Inskriften innehåller ett av endast fyra belägg för Svitjod på Sö Fv1948;289, Sö 140 och DR 344.